# Anthony Adverse
Pour plus de détails, voir Fiche technique et Distribution.
Anthony Adverse – également appelé Marchand d'esclaves ou Anthony Adverse, marchand d'esclaves – est un film américain réalisé par Mervyn LeRoy, sorti en 1936.

## Synopsis
En Italie, vers la fin du XVIIIe siècle, Denis Moore, un jeune officier, devient l'amant de Maria Bonnyfeather, femme de Don Luis. Ce dernier tue son rival en duel et sa femme meurt en donnant naissance à un enfant, né de l'union des deux amants. Cet enfant, abandonné par Don Luis à la porte d'un couvent et élevé là, sera nommé Anthony Adverse et connaîtra bien des aventures. Au service de John Bonnyfeather, son grand-père maternel, armateur de navires à Livourne, il tombera amoureux d'Angela Guisseppi, partira en mer et, avide de richesse, deviendra trafiquant d'esclaves à Cuba, où l'assassinat d'un moine missionnaire provoquera sa rédemption. Puis, débarqué en France, il retrouvera son ancien amour, Angela, découvrira qu'elle a un fils, dont il est le père, et qu'elle est devenue une cantatrice célébrée et la maîtresse de Napoléon Bonaparte. Il repartira alors en mer, emmenant avec lui son fils.

## Fiche technique
- Titre original : Anthony Adverse
- Titre français : Anthony Adverse ou Anthony Adverse, marchand d'esclaves (titre secondaire)
- Réalisation : Mervyn LeRoy
- Scénario : Sheridan Gibney d'après un roman de Hervey Allen
- Musique : Erich Wolfgang Korngold
- Photographie : Tony Gaudio
- Montage : Ralph Dawson
- Direction artistique : Anton Grot
- Costumes : Milo Anderson
- Production : Hal B. Wallis, Jack Warner et Henry Blanke
- Société de production : Warner Bros. Pictures
- Pays de production : États-Unis
- Langue : anglais
- Format : Noir et blanc
- Genre : Film d'aventure
- Durée : 141 minutes
- Dates de sortie : 
  - États-Unis : 29 juillet 1936 (première à Los Angeles), 29 août 1936 (sortie nationale)
  - France : 8 octobre 1936

## Distribution
- Fredric March (VF : Jean Marchat) : Anthony Adverse
- Olivia de Havilland (VF : Mony Dalmès) : Angela Guisseppi
- Donald Woods : Vincent Nolte
- Rollo Lloyd : Napoléon Bonaparte
- Anita Louise (VF : Margo Lion) : Maria
- Edmund Gwenn : John Bonnyfeather
- Claude Rains : Marquis Don Luis
- Louis Hayward : Denis Moore
- Gale Sondergaard : Faith Paleologus
- Steffi Duna : Neleta
- Akim Tamiroff : Carlo Cibo
- Ralph Morgan : Signore De Bruille
- Luis Alberni : Tony Giuseppe
- Henry O'Neill : Frère Xavier
- Pedro de Cordoba : Frère François
- Fritz Leiber : Ouvrard
- Billy Mauch : Anthony Adverse à 10 ans
- Rafaela Ottiano : Signora Buvino
- Joseph Crehan : Capitaine Elisha Jorham
- Leonard Mudie : De Bourrienne
- William Ricciardi : le cocher à Leghorn

Acteurs non crédités
- Davison Clark : Un voyageur
- Mathilde Comont : Signora Giuseppe
- Jean De Briac : L'étranger
- Lal Chand Mehra : Un arabe
- George Reed : Un estropié
- Frank Shannon : Un majordome
- Joan Woodbury : Une danseuse

## Production
Le budget total de production du film s'élève à 1 050 500 $, dont 40 000 $ pour le scénario, 120 437 $ pour les acteurs, 39 000 $ pour la musique et 145 300 $ pour les décors.

## Récompenses
- Oscars (en 1937):
  - Meilleure actrice dans un second rôle
  - Meilleure photographie
  - Meilleur montage
  - Meilleure musique